# 프라하 조약 (1635년)
프라하 조약 (독일어: Prager Frieden, 체코어: Pražský mír)은 1635년 5월 20일 보헤미아 왕국 프라하성에서 체결된 조약으로, 30년 전쟁에서 작센 선제후국이 발을 빼게 된 조약이다. 다른 신성 로마 제국 내 독일 제후국들이 이 조약에 참여함으로써, 역사학자들은 30년 전쟁의 특징 중 신성 로마 제국 내부의 종교 전쟁의 특징은 이 조약을 통해 끝났다고 합의하고 있다.
몇몇 학자들은 프라하 조약이 1648년 베스트팔렌 조약의 전단계에 불과한 것으로 보고 있지만, 다른 학자들은 프라하 조약을 통해 전쟁의 양상이 달라졌다고 보고 이것을 중요한 조약이라고 간주하고 있다. 실제로 유럽의 역사학자들은 베스트팔렌 조약에 더 관심을 가지는 비유럽계 역사학자들과는 다르게 프라하 평화 협정에 더 큰 관심을 가지고 있다.

## 배경
1618년 보헤미아 봉기로 시작된 30년 전쟁은 백산 전투에서 가톨릭군이 승리를 거두면서 봉기가 진압되었지만, 뒤이어 1620년 라인팔츠 일대에서 개신교도와 가톨릭교도가 라인강의 교두보를 둘러싸고 다시 전쟁을 벌이게 되었다. 1623년 슈타틀론 전투에서 팔츠 선제후국이 패배하면서 팔츠 선제후였던 프리드리히 5세 폰 데어 팔츠는 망명을 해야 했다.
1629년 덴마크-노르웨이의 크리스티안 4세는 동료 신교도들을 지원하기 위해 북독일을 침공했지만 패배하고 물러났다. 페르디난트 2세는 1552년 이후 양도된 모든 재산을 원래 주인인 가톨릭교회로 돌려줘야 한다는 복구령을 통과시키는 데 성공했다. 이 칙령은 1555년 아우크스부르크 강화조약을 사실상 파기함으로써  브란덴부르크 선제후 게오르크 빌헬름이나 작센 선제후국의 요한 게오르크 2세와 같은 온건한 신교도들을 반발하게 만들었다. 1627년 이후에는 작센과 브란덴부르크에 대규모 제국 군대를 주둔시켰는데, 임금을 적게 받은 제국군은 이들 영토에서 물자를 약탈했다.
1630년, 스웨덴의 구스타브 2세 아돌프는 프랑스 왕국으로부터 자금을 지원받았고 작센 선제후와 브란덴부르크-프로이센의 정치적 지원을 받아 포메라니아를 침공했다. 뤼첸 전투 (1632)에서 그가 죽은 후, 스웨덴은 하일브론 동맹을 결성했다.  독일계 개신교 소국들로 구성되어 있으면서 프랑스 왕국의 자금을 받던 이 연맹은 1634년 뇌르틀링겐에서 패배할 때까지 연승을 거두었다.
뇌르틀링겐 전투를 통해 양측의 군사적 균형이 다시 이루어졌고, 하일브론 동맹의 회원국들 사이에서 의견이 갈라지기 시작했다. 스웨덴은 수익성이 좋은 발트해 무역에 대한 지배력을 유지하려고 했고, 1630년 이후 얻은 스웨덴령 포메라니아를  유지하려고 했다. 라인란트와 저지대 국가들에서 국경을 강화하기 위해, 프랑스 왕국은 발트해에서 네덜란드 공화국과 스웨덴 제국을 지지했고, 라인란트 일대에서는 반스웨덴 가톨릭 동맹이었던 독일 동맹국들은 1618년의 영토 지위를 회복하기를 원했는데, 이는 프랑스 왕국과 스웨덴이 1630년대 얻은 모든 이익을 되돌리는 것이었다.
1632년 이후 페르디난트는 가톨릭이 강제로 다시 부과될 수 없다는 것을 받아들였고, 뇌르틀링겐 전투가 발발하기 8개월 전인 1633년 2월에 복령 개정에 대한 논의를 시작했다. 1634년 2월 제국 사령관 알브레히트 폰 발렌슈타인이 독립적인 공작원이 되자 페르디난트는 그를 처형했는데 이로써 논의에 대한 큰 장애물이 제거되었다. 루터교 국가인 덴마크-노르웨이와 헤센다름슈타트 방백국 중재자 역할을 하는 가운데, 1634년 11월 양당은 피르네르 노텔른으로 알려진 예비안에 합의했다. 1635년 합의는 수정과 개정이 많았지만, 그것이 1635년 프라하 평화 협정의 기본이 되었다.